# Helene Weichardt

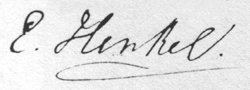
Ihre Unterschrift auf der Heiratsurkunde

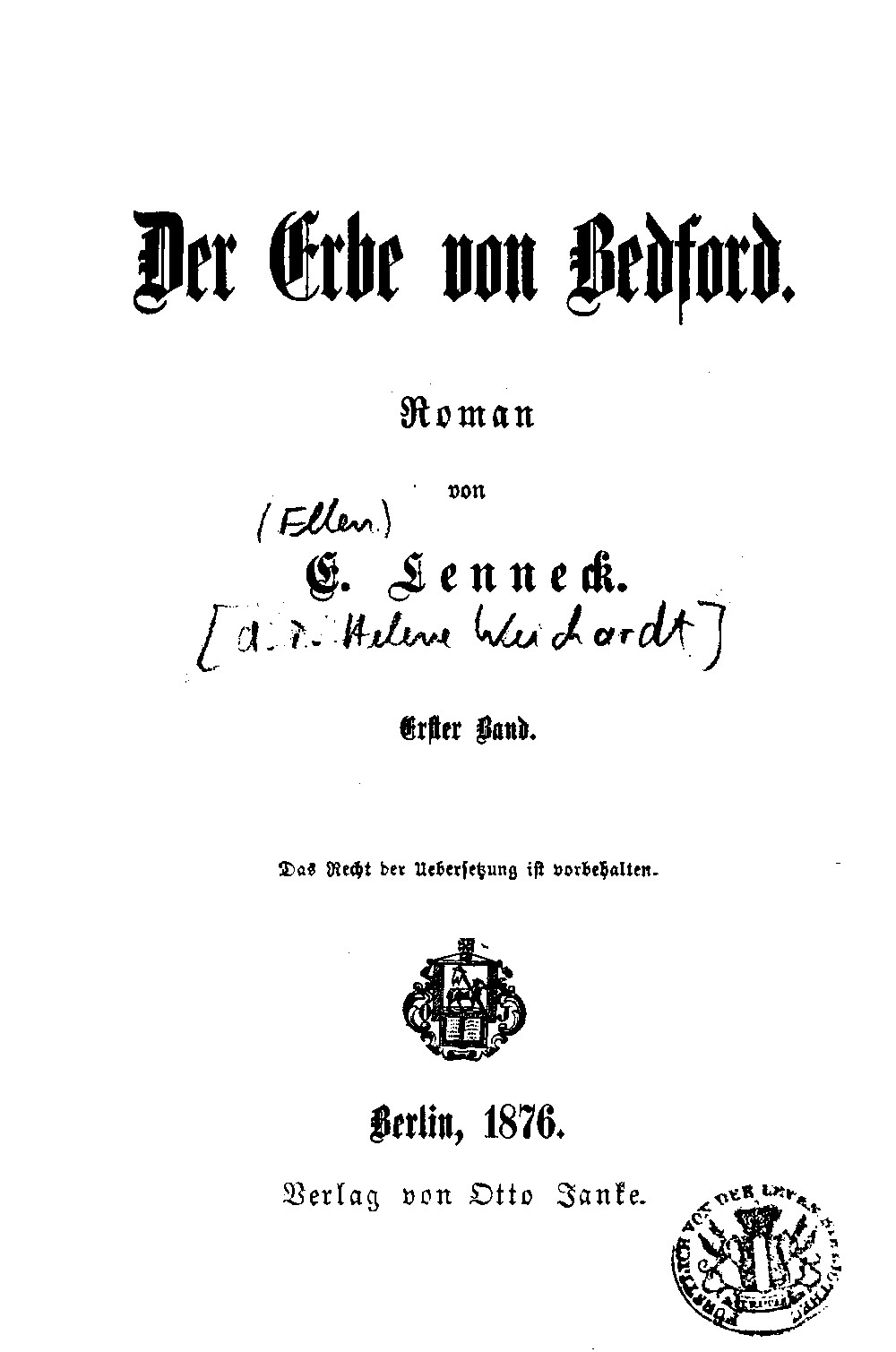
Titelblatt eines ihrer Bücher

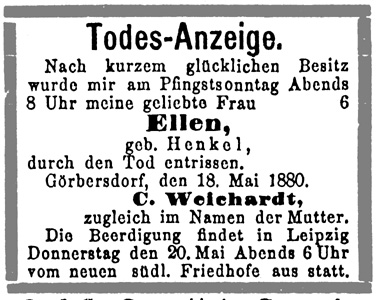
Die Todesanzeige in der Eisenacher Zeitung

Martha Julie Antoinette Helene Weichardt, geborene Henkel, (* 5. Februar 1851 in Cassel; † 16. Mai 1880 in Görbersdorf) war eine deutsche Schriftstellerin. Sie schrieb unter dem Pseudonym Ellen Lenneck.

## Leben
Helene Henkel kam als Tochter des Ministerialsekretärs und früheren Erziehers der drei Söhne des Kurfürsten von Hessen, Wilhelm Henkel, und der Schriftstellerin Friederike Henkel in Kassel zur Welt. Sie fühlte sich zunächst zur Musik hingezogen – ihre Großmutter Antonie Arnold war Sängerin und Schauspielerin am Theater in Kassel –, widmete sich seit ihrem 14. Lebensjahr aber dem Schreiben. Im Alter von 17 Jahren musste sie Kassel verlassen: Die Familie zog nach Bern, wo Wilhelm Henkel eine Stellung in der deutschen Gesandtschaft erhalten hatte.
Erst nach dem Tod des Vaters ging sie mit ihrer Mutter 1872 zurück nach Deutschland. Zunächst lebte sie in Berlin bei ihrem Onkel Carl Heinrich Arnold, der als Hofmaler tätig war. Später zog sie mit ihrer Mutter nach Eisenach, wo sie den Architekten Karl Weichardt kennenlernte, der das zu dieser Zeit erbaute Eisenacher Stadttheater entworfen hatte. Beide heirateten am 1. November 1879 in Eisenach. Bereits ein halbes Jahr später verstarb Helene Weichardt im Alter von 29 Jahren in Görbersdorf bei Oederan und wurde in Leipzig wahrscheinlich auf dem Neuen Johannisfriedhof beerdigt. Ihr Grab ist nicht erhalten. Ihre Beerdigung in Leipzig wird aus der Tatsache verständlich, dass Karl Weichardt ab 1880 als Architekt über mehrere Jahre Bauten in Leipzig errichtet hat.
Helene Weichardt veröffentlichte als Ellen Lenneck in den 1870er-Jahren verschiedene Novellen und Romane, die separat und als Fortsetzungsroman in Zeitschriften, darunter der Deutschen Roman Zeitung und der Deutschen Roman-Bibliothek erschienen. Ein Teil ihrer Werke, darunter der Roman Abendsonne, wurde postum veröffentlicht.

## Werke
- Der Erbe von Bedford. Roman in vier Teilen. Jamle Berlin 1876.
- Das Fräulein von Eppingheim. Roman in drei Teilen. Hallberger Stuttgart 1878. Neuausg. 2021.
- Abendsonne. Roman. 1882. (Download Brigham Young University)